# Arshi Pipa

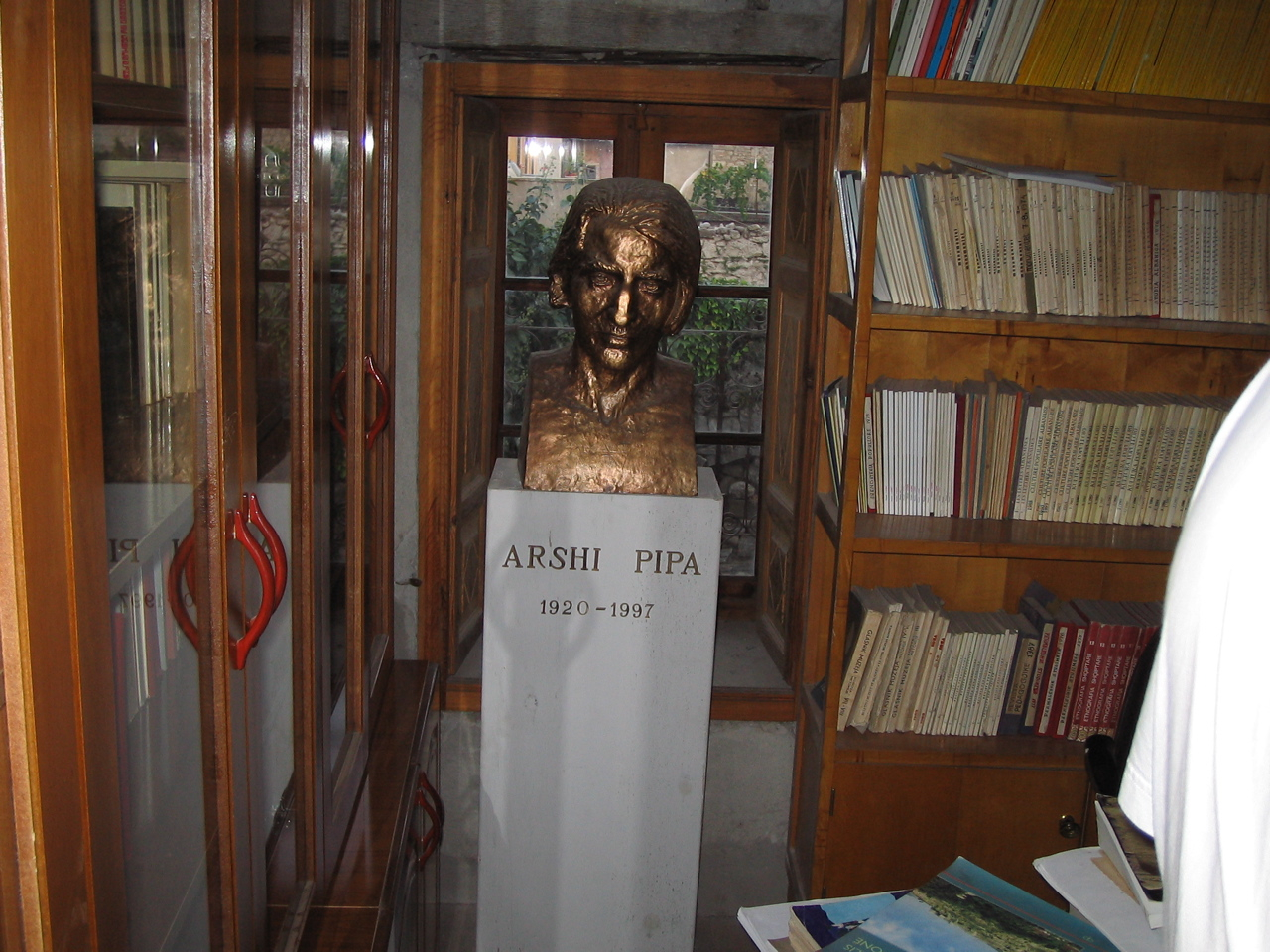
Büste im Archäologischen Museum von Shkodra

Arshi Pipa (* 28. Juli 1920 in Shkodra; † 20. Juli 1997 in Washington) war ein albanischer Literat. Nach dem Zweiten Weltkrieg wurde er bald vom kommunistischen Regime verfolgt. Er floh aus Albanien und lebte dann in den USA. Dort wurde er zu einem der bedeutendsten Intellektuellen der albanischen Diaspora.

## Leben
Nach dem Philosophiestudium in Florenz arbeitete Arshi Pipa von 1941 bis 1946 an einem Lyzeum in Tirana als Lehrer. Er gehörte zu jenen Akademikern, die von den neuen kommunistischen Machthabern Albaniens unmittelbar nach dem Krieg verfolgt wurden. Von 1946 bis 1956 war er politischer Häftling, saß in verschiedenen Gefängnissen ein und musste in Südalbanien Zwangsarbeit bei der Trockenlegung eines Sumpfgebiets leisten.
1957 floh Pipa nach Jugoslawien. Im Jahr darauf ließ er sich in den USA nieder. Er arbeitete als Universitätsprofessor für Philosophie sowie italienische und französische Literatur in Berkeley und Minneapolis. Er verfasste zahlreiche philosophische und literaturwissenschaftliche Arbeiten, Rezensionen sowie Essays in fünf verschiedenen Sprachen: Englisch, Albanisch, Italienisch, Französisch und Deutsch. In seinen politischen Aufsätzen setzte er sich vor allem mit dem Kommunismus und dem Regime in Albanien auseinander. Daneben wirkte Pipa als Herausgeber von Kulturzeitschriften der Exilalbaner; er war auch Vorsitzender des traditionsreichen albanischen Kulturvereins Vatra in Boston. Pipa war daran gelegen, dass außerhalb des kommunistischen Machtbereichs die kulturellen und literarischen Traditionen der Albaner erhalten blieben und fortgeführt wurden. Dafür engagierte er sich mehr als drei Jahrzehnte.
Zu Zeiten der politischen Wende in Albanien (1990) führte Pipa über das albanische Radioprogramm amerikanischer Auslandssender eine scharfe Kampagne gegen den bekanntesten albanischen Schriftsteller Ismail Kadare. Er warf ihm vor, nur der Hofschreiber Enver Hoxhas und damit eine Stütze des Regimes gewesen zu sein. Zum Ende des Kommunismus in Albanien habe Kadare nichts beigetragen. Dieser antwortete in seinem Wende-Buch Albanischer Frühling, wo er Pipa als einen Autor ohne literarische Originalität bezeichnete.
Arshi Pipa starb im amerikanischen Exil. Er wurde am 24. Juli 1997 in Washington bestattet. Sein Werk ist in Albanien weitgehend unbekannt geblieben. Auch nach dem Fall des kommunistischen Regimes hat er in seiner Heimat nur wenig Anerkennung gefunden.

## Werke
Einzelschriften (Auswahl)
- Lundërtarë. (dt. Seefahrer), Tirana 1944
- Libri i burgut. (dt. Gefängnisbuch), 1959
- Rusha. München 1968
- Montale and Dante. Minneapolis 1968
- Meridiana. München 1969
- Albanian folk verse. Structure and genre. München 1978
- Albanian literature. Social perspectives. München 1978
- Hieronymus de Rada. München 1978
- Studies on Kosova (als Hrsg. gemeinsam mit Sami Repishti), New York 1984.
- The politics of language in socialist Albania. New York 1989
- Albanian Stalinism. Ideo-political aspects. New York 1990
- Contemporary Albanian literature. New York 1991
- Subversion drejt konformizmit. Fenomeni Kadare. (dt. Subversion oder Konformismus. Das Phänomen Kadare), Tirana 1999 – posthum

Werkausgaben
- Poezi, hrsg. v. Rexhep Ismajli, Pejë 1998
- Vepra. Tirana 2000 ff.